# ワンナイトスタディ
『ワンナイトスタディ』は、TBS系列で2011年3月29日の24:00 - 25:30（JST）に放送されたドキュメントバラエティ番組・特別番組である。

## 概要
ジャーナリストたちが「新人類」の家に1泊し、朝まで徹底取材をする。
8月6日からは、後身番組である、『なんだ君は!?TV』が放送されている。

## 出演者

### MC
- 若林正恭（オードリー）

### ジャーナリスト
- 春日俊彰（オードリー）
- 平成ノブシコブシ
- 武田修宏
- 手島優
- ハライチ

## ラインナップ
ベストオブ田原は○印で表記する。
- 新人類File001 急増するオトコノコ（武田）
- 新人類File002 AKB48に全財産を捧げる男
- NEXT新人類File001 性別を超えろ!女声に憧れる男たち（平成ノブシコブシ）
- NEXT新人類File002 コギャルを超えた最先端 高校生ファッション
- 新人類File003 人間を愛せない男(手島優) ○
- 新人類File004 ラーメンに恋愛する女（ハライチ）

## ネット局
| 放送対象地域   | 放送局                | 系列    | 放送日時                    | 遅れ日数   |
| -------------- | --------------------- | ------- | --------------------------- | ---------- |
| 関東広域圏     | TBSテレビ（TBS）      | TBS系列 | 2011年3月29日 24:00 - 25:30 | 制作局     |
| 山形県         | テレビユー山形（TUY） | TBS系列 | 2011年3月29日 24:00 - 25:30 | 同時ネット |
| 長野県         | 信越放送（SBC）       | TBS系列 | 2011年3月29日 24:00 - 25:30 | 同時ネット |
| 静岡県         | 静岡放送（SBS）       | TBS系列 | 2011年3月29日 24:00 - 25:30 | 同時ネット |
| 石川県         | 北陸放送（MRO）       | TBS系列 | 2011年3月29日 24:00 - 25:30 | 同時ネット |
| 中京広域圏     | 中部日本放送（CBC）   | TBS系列 | 2011年3月29日 24:00 - 25:30 | 同時ネット |
| 岡山県・香川県 | 山陽放送（RSK）       | TBS系列 | 2011年3月29日 24:00 - 25:30 | 同時ネット |
| 熊本県         | 熊本放送（RKK）       | TBS系列 | 2011年3月29日 24:00 - 25:30 | 同時ネット |
| 沖縄県         | 琉球放送（RBC）       | TBS系列 | 2011年3月29日 24:00 - 25:30 | 同時ネット |
| 広島県         | 中国放送（RCC）       | TBS系列 | 2011年4月7日 23:50 - 25:20  | 9日遅れ    |
| 北海道         | 北海道放送（HBC）     | TBS系列 | 2011年6月12日 14:00 - 15:30 | 75日遅れ   |
| 新潟県         | 新潟放送（BSN）       | TBS系列 | 2011年6月28日 23:50 - 25:20 | 91日遅れ   |
| 大分県         | 大分放送（OBS）       | TBS系列 | 2011年7月20日 23:55 - 25:25 | 113日遅れ  |
| 宮城県         | 東北放送（TBC）       | TBS系列 | 2012年4月11日 24:35 - 26:05 | 379日遅れ  |

## スタッフ
- プロデューサー：神尾祐輔、岸田大輔
- 製作著作：TBS